# Fritz Künzli
Fritz Künzli (Glarus, 1946. január 8. – Zürich, 2019. december 22.) svájci labdarúgócsatár.
1964 és 1973 között az FC Zürich, 1973 és 1976 között a Winterthur, 1976 és 1979 között a Lausanne labdarúgója volt. Négyszeres svájci bajnoki gólkirály volt (1966–1967, 1967–1968, 1969–1970, 1977–1978).
1965 és 1977 között 44 alkalommal szerepelt a svájci válogatottban és 14 gólt szerzett. Részt vett az 1966-os angliai világbajnokságon.